# Kanton Thouars
Der Kanton Thouars ist seit 2015 ein französischer Wahlkreis im Arrondissement Bressuire im Département Deux-Sèvres in der Region Nouvelle-Aquitaine; sein Hauptort ist Thouars.

## Gemeinden
Der Kanton besteht aus fünf Gemeinden mit insgesamt 18.390 Einwohnern (Stand: 1. Januar 2022) auf einer Gesamtfläche von 123,46 km²:
| Gemeinde                 | Einwohner 1. Januar 2022 | Fläche km² | Dichte Einw./km² | Code INSEE | Postleitzahl |
| ------------------------ | ------------------------ | ---------- | ---------------- | ---------- | ------------ |
| Louzy                    | 1.292                    | 18,64      | 69               | 79157      | 79100        |
| Saint-Jacques-de-Thouars | 423                      | 5,55       | 76               | 79258      | 79100        |
| Saint-Jean-de-Thouars    | 1.322                    | 4,96       | 267              | 79259      | 79100        |
| Sainte-Verge             | 1.404                    | 12,83      | 109              | 79300      | 79100        |
| Thouars                  | 13.949                   | 81,48      | 171              | 79329      | 79100        |
| Kanton Thouars           | 18.390                   | 123,46     | 149              | 7916       | –            |

## Veränderungen im Gemeindebestand seit der landesweiten Neuordnung der Kantone
2019: Fusion Mauzé-Thouarsais, Missé, Sainte-Radegonde und Thouars → Thouars